# 高麗史
『高麗史』（こうらいし、고려사）は、朝鮮の高麗王朝（918年 - 1392年）のことを記した紀伝体の官史。編纂は李氏朝鮮の鄭麟趾らによって行なわれ、文宗元年（1451年）に完成した。成立の際、高麗国王歴代の実録をはじめ多くの公私文書・書籍が参照されたが、すべて焚書または消失し、大部分は現存しないので、この『高麗史』と独立に編纂された春秋館編纂の編年体形式の『高麗史節要』（1452年）が高麗時代の史書となる。

## 概要
1392年に李成桂の命で、鄭道伝を中心に編年体の『高麗国史』が1395年に完成した。ただし、高麗は国内的に皇帝を称していたため、朱子学的に中国明朝への配慮で、用語を格下のものに改める必要があったこと、李成桂が権力を握り簒奪するまでの経緯の記述などが問題となった。1398年に第一次王子の乱で鄭道伝も倒れる。1414年に太宗が河崙・卞季良らに改修を命じ、世宗の代になって1421年に卞季良・柳観らが完成させた。1424年に柳観らが再び改修を行い、更に辛禑・辛昌を偽の王族とする名分論が高まり、1443年に権踶・申槩らが改修したが、不出来として公開されなかった。最終的に金宗瑞・鄭麟趾らによって、編年体を紀伝体に改めて『高麗史』が成立した。従来の編年体の原稿は、『高麗史説要』の編纂に活用されている。
日本では江戸時代に1部のみ輸入され、前田綱紀と徳川光圀が競り合った結果加賀藩が入手したが、コレクションとして死蔵されている。日本において朝鮮半島史・日朝関係史の典拠となったのは、光圀が刊行させた『東国通鑑』であり、これは明治初期まで続いた。『高麗史』を参照した研究書は、1891年の山田安栄による『伏敵編』が最初とされる。

## 構成
高麗史は
- 世家 巻第1 - 巻第46 初代太祖から恭讓大王までの王の記録
- 志 巻第1 - 巻第39（天候気候、天文等）
志のうち、巻24 樂一には雅樂 巻25 樂二には俗樂 三國俗樂 用俗樂節度が記載されており、高麗史樂志ともよばれる。
- 表 巻第1、2の2巻（高麗の宗主国の暦年と高麗暦年の表）
- 列伝 五十巻の50巻 后、子、重臣、逆臣等
恭譲王から禅譲で王位を譲られた朝鮮王朝の始祖李成桂とその特殊な経緯もあって、第32, 33代高麗王の王禑王、昌王は偽の王族として 王権保持者ではなく、辛禑 辛昌と卑称で記述している。

合計 137巻となっている。

## 内容

### 序
- 進高麗史箋
- 高麗世系
- 纂修高麗史凡例
- 修史官

### 巻1 - 46：世家
| 巻1  | 太祖1                         | 918年 - 930年                   |
| 巻2  | 太祖2・恵宗・定宗・光宗・景宗 | 931年 - 981年                   |
| 巻3  | 成宗・穆宗                    | 981年 - 1009年                  |
| 巻4  | 顕宗1                         | 1009年 - 1022年                 |
| 巻5  | 顕宗2・徳宗                   | 1023年 - 1034年                 |
| 巻6  | 靖宗                          | 1034年 - 1046年                 |
| 巻7  | 文宗1                         | 1046年 - 1056年                 |
| 巻8  | 文宗2                         | 1057年 - 1071年                 |
| 巻9  | 文宗3・順宗                   | 1072年 - 1083年                 |
| 巻10 | 宣宗・献宗                    | 1083年 - 1095年                 |
| 巻11 | 粛宗1                         | 1095年 - 1101年                 |
| 巻12 | 粛宗2・睿宗1                  | 1102年 - 1107年                 |
| 巻13 | 睿宗2                         | 1109年 - 1114年                 |
| 巻14 | 睿宗3                         | 1115年 - 1122年                 |
| 巻15 | 仁宗1                         | 1122年 - 1128年                 |
| 巻16 | 仁宗2                         | 1129年 - 1138年                 |
| 巻17 | 仁宗3・毅宗1                  | 1139年 - 1152年                 |
| 巻18 | 毅宗2                         | 1153年 - 1168年                 |
| 巻19 | 毅宗3・明宗1                  | 1169年 - 1178年                 |
| 巻20 | 明宗2                         | 1179年 - 1197年                 |
| 巻21 | 神宗・熙宗・康宗              | 1197年 - 1213年                 |
| 巻22 | 高宗1                         | 1213年 - 1230年                 |
| 巻23 | 高宗2                         | 1231年 - 1250年                 |
| 巻24 | 高宗3                         | 1251年 - 1259年                 |
| 巻25 | 元宗1                         | 1259年 - 1263年                 |
| 巻26 | 元宗2                         | 1264年 - 1270年                 |
| 巻27 | 元宗3                         | 1271年 - 1274年                 |
| 巻28 | 忠烈王1                       | 1274年 - 1278年                 |
| 巻29 | 忠烈王2                       | 1279年 - 1284年                 |
| 巻30 | 忠烈王3                       | 1285年 - 1293年                 |
| 巻31 | 忠烈王4                       | 1294年 - 1298年 1298年 - 1300年 |
| 巻32 | 忠烈王5                       | 1301年 - 1308年                 |
| 巻33 | 忠宣王1                       | 1298年 1308年 - 1310年          |
| 巻34 | 忠宣王2・忠粛王1              | 1311年 - 1319年                 |
| 巻35 | 忠粛王2                       | 1320年 - 1330年 1332年 - 1339年 |
| 巻36 | 忠恵王                        | 1330年 - 1332年 1339年 - 1344年 |
| 巻37 | 忠穆王・忠定王                | 1344年 - 1351年                 |
| 巻38 | 恭愍王1                       | 1351年 - 1355年                 |
| 巻39 | 恭愍王2                       | 1356年 - 1361年                 |
| 巻40 | 恭愍王3                       | 1362年 - 1364年                 |
| 巻41 | 恭愍王4                       | 1365年 - 1369年                 |
| 巻42 | 恭愍王5                       | 1370年                          |
| 巻43 | 恭愍王6                       | 1371年 - 1372年                 |
| 巻44 | 恭愍王7                       | 1373年 - 1374年                 |
| 巻45 | 恭譲王1                       | 1389年 - 1390年                 |
| 巻46 | 恭譲王2                       | 1391年 - 1392年                 |

### 巻47 - 85：志
| 巻47 | 天文1 | 日薄食・暈・珥及日変                     |
| 巻48 | 天文2 | 月五星凌犯及星変                         |
| 巻49 | 天文3 | 月五星凌犯及星変                         |
| 巻50 | 暦1   | 宣明暦                                   |
| 巻51 | 暦2   | 授時暦                                   |
| 巻52 | 暦3   | 授時暦                                   |
| 巻53 | 五行1 |                                          |
| 巻54 | 五行2 |                                          |
| 巻55 | 五行3 |                                          |
| 巻56 | 地理1 |                                          |
| 巻57 | 地理2 |                                          |
| 巻58 | 地理3 |                                          |
| 巻59 | 礼1   |                                          |
| 巻60 | 礼2   |                                          |
| 巻61 | 礼3   |                                          |
| 巻62 | 礼4   |                                          |
| 巻63 | 礼5   |                                          |
| 巻64 | 礼6   |                                          |
| 巻65 | 礼7   |                                          |
| 巻66 | 礼8   |                                          |
| 巻67 | 礼9   |                                          |
| 巻68 | 礼10  |                                          |
| 巻69 | 礼11  |                                          |
| 巻70 | 楽1   | 雅楽                                     |
| 巻71 | 楽2   | 唐楽・俗楽・三国俗楽                     |
| 巻72 | 輿服1 | 冠服・輿輅・印章・儀衛・鹵簿             |
| 巻73 | 選挙1 | 科目1                                    |
| 巻74 | 選挙2 | 科目2・学校                              |
| 巻75 | 選挙3 | 銓注                                     |
| 巻76 | 百官1 |                                          |
| 巻77 | 百官2 |                                          |
| 巻78 | 食貨1 | 田制                                     |
| 巻79 | 食貨2 | 戸口・農桑・貨幣・塩法・科歛・借貸・漕運 |
| 巻80 | 食貨3 | 祿俸・常平義倉・賑恤                     |
| 巻81 | 兵1   |                                          |
| 巻82 | 兵2   |                                          |
| 巻83 | 兵3   |                                          |
| 巻84 | 刑法1 |                                          |
| 巻85 | 刑法2 |                                          |

### 巻86 - 87：表
| 巻86 | 918年 - 1170年  |
| 巻87 | 1171年 - 1392年 |

### 巻88 - 137：列伝

#### 巻88 - 91
| 巻88 | 后妃1 | 神恵王后柳氏・荘和王后呉氏・神明王太后劉氏・神静王太后皇甫氏・神成王太后金氏・貞徳王后柳氏・献穆大夫人平氏・貞穆夫人王氏・東陽院夫人庾氏・粛穆夫人・天安府院夫人林氏・興福院夫人洪氏・後大良院夫人李氏・大溟州院夫人王氏・慶州院夫人王氏・小広州院夫人王氏・東山院夫人朴氏・礼和夫人王氏・大西院夫人金氏・小西院夫人金氏・西殿院夫人・信州院夫人康氏・月華院夫人・小広州院夫人・聖茂夫人朴氏・義城府院夫人洪氏・月鏡院夫人朴氏・夢良院夫人朴氏・海良院夫人・義和王后林氏・後広州院夫人王氏・清州院夫人金氏・宮人哀伊主・文恭王后朴氏・文成王后朴氏・清州南院夫人金氏・大穆王后皇甫氏・慶和宮夫人林氏・献粛王后金氏・献懿王后劉氏・献哀王太后皇甫氏・献貞王后皇甫氏・大明宮夫人柳氏・文徳王后劉氏・文和王后金氏・延昌宮夫人崔氏・宜正王后劉氏・宮人金氏・元貞王后金氏・元和王后崔氏・元城太后金氏・元恵太后金氏・元容太后柳氏・元穆王后徐氏・元平王后金氏・元順淑后金氏・元質貴妃王氏・貴妃庾氏・宮人韓氏・宮人李氏・宮人朴氏・敬成王后金氏・敬穆賢妃王氏・考思王后金氏・李氏・劉氏・容信王后韓氏・容懿王后韓氏・容穆王后李氏・容節徳妃金氏・延昌宮主盧氏・仁平王后金氏・仁睿順徳太后李氏・仁敬賢妃李氏・仁節賢妃李氏・仁穆徳妃金氏・貞懿王后王氏・宜禧王后金氏・長慶宮主李氏・貞信賢妃李氏・思粛太后李氏・元信宮主李氏・明懿太后柳氏・敬和王后李氏・文敬太后李氏・文貞王后王氏・淑妃崔氏・廃妃李氏・廃妃李氏・恭睿太后任氏・宣平王后金氏・荘敬王后金氏・荘宣王后崔氏・光靖太后金氏・宣靖太后金氏・成平王后任氏・思平王后李氏・元徳太后柳氏・安恵太后柳氏・順敬太后金氏・慶昌宮主柳氏 |
| 巻89 | 后妃2 | 斉国大長公主・貞信府主王氏・淑昌院妃金氏・薊国大長公主・懿后・静妃王氏・順和院妃洪氏・妃趙氏・順妃許氏・濮国長公主・曹国長公主・慶華公主・明徳太后洪氏・寿妃権氏・徳寧公主・禧妃尹氏・和妃洪氏・銀川翁主林氏・魯国大長公主・恵妃李氏・益妃韓氏・定妃安氏・慎妃廉氏・順妃盧氏 |
| 巻90 | 宗室1 | 太子泰・文元大王貞・戴宗旭・安宗郁・王位君・仁愛君・元荘太子・助伊公・寿命太子・孝穆太子義・孝隠太子（林禎）・元寧太子・孝成太子琳珠・孝祇太子・太子稷・広州院君・孝悌太子・孝明太子・法登君・資利君・義城府院大君・興化宮幹・太子済・慶春院君・孝和太子・平壌公基（楽浪侯瑛・承化伯禎・承化侯温・永寧公綧・寧仁侯稹・淮安公侹・斉安公淑・順正大君璹・順寧公聃・咸寧伯璞）・太子忠義・悲殤君昉・洛浪侯璥・開城侯暟・大覚国師煦・常安公琇・道生僧統竀・金官侯㶨・卞韓侯愔・楽浪侯忱・聡恵首座琼・朝鮮公燾・扶余侯㸂・辰韓侯愉・漢山侯昀・上党侯泌・円明国師澄儼・帯方公俌・大原公侾・斉安公偦・通義侯僑・大寧侯暻・元敬国師冲㬢・孝霊太子祈・小君善思 |
| 巻91 | 宗室2 | 襄陽公恕（司坐瑋・定原府院君鈞・鶴城府院君珦・永興君環・瑞興君琠）・昌原公祉・始寧侯禕・慶原公祚・大禅師鏡智・冲明国師覚膺・安慶公淐・始陽侯珆・順安公琮・江陽公滋（丹陽府院大君珛・瀋王暠・瀋王篤朶不花・延徳府院大君塤）・小君湑・世子鑑・徳興君塔帖木兒・龍山元子・釈器・世子奭 |
| 巻91 | 公主  | 太祖九女・恵宗三女・定宗一女・光宗三女・成宗二女・顕宗八女・徳宗二女・靖宗一女・文宗七女・宣宗三女・粛宗四女・睿宗二女・仁宗四女・毅宗三女・明宗二女・神宗二女・熙宗五女・康宗一女・高宗一女・元宗二女・忠烈王二女・忠恵王一女・恭譲王三女 |

#### 巻92 - 120
| 巻92  | 洪儒（裴玄慶・申崇謙・卜智謙）・庾黔弼・崔凝・崔彦撝・王儒（王字之）・朴述熙・崔知夢・王式廉・朴守卿・王順式（李悤言・堅金・尹瑄・興達・善弼・泰評）・龔直・朴英規 |
| 巻93  | 徐弼・崔承老（崔斉顏）・双冀・崔亮・韓彦恭・柳邦憲・金審言・崔沆・蔡忠順 |
| 巻94  | 徐熙（徐訥・徐恭）・劉瑨・姜邯贊・崔士威・皇甫兪義（張延祐）・楊規・智蔡文（智禄延）・河拱辰・金殷伝・周佇・姜民瞻・郭元・王可道・金猛・柳韶・尹徵古・韋寿余・田拱之・李周憲・李周佐・安紹光・趙之遴 |
| 巻95  | 崔沖（崔惟善・崔思斉・崔淪・崔允儀）・李子淵（李資諒・李資仁・李奕蕤・李資玄・李資徳・李預・李公寿・李之氐・李䫨・李光縉）・朴寅亮（朴景仁・朴景伯・朴景山）・黄周亮・柳伸・王寵之・魏継廷・邵台輔（王国髦・高義和）・文正・鄭文・金元鼎・孫冠・崔思諒・金先錫・任懿（任元厚・任克忠・任克正・任溥・任濡・任翊・任沆）・金漢忠 |
| 巻96  | 崔思諏・金仁存・尹瓘（尹彦頣・尹鱗瞻・尹世儒・尹商季）・呉延寵 |
| 巻97  | 金富佾（金富儀）・高令臣・金黄元（李軌）・郭尚（郭輿）・劉載（胡宗旦・慎安之）・金景庸（金仁揆）・崔弘嗣・韓安仁・李永・韓沖・林槩（庾禄崇）・金晙・柳仁著・康拯・許慶・文冠・鄭沆（鄭敘）・金克倹・金若温 |
| 巻98  | 金富軾（金敦中・金君綏）・鄭襲明・高兆基・金正純・鄭克永・朴挺㽔・崔思全・金珦・崔滋盛・金縝・林完・崔奇遇・金守雌・崔濡・李璹（李瑋）・許載 |
| 巻99  | 梁元俊・崔惟清（崔讜・崔璘・崔詵・崔宗峻・崔昷・崔文本・崔坪・崔雍）・李公升・申淑・韓文俊・文克謙・柳公権（柳沢）・趙永仁・王世慶・李純佑・林民庇・崔陟卿・咸有一・廉信若・李知命・庾応圭（庾資諒）・玄徳秀・崔均（崔甫淳・崔允愷）・金巨公・韓惟漢                                                                           |
| 巻100 | 杜景升・於学儒・盧永淳・趙位寵・房瑞鸞・朴斉倹・奇卓誠・洪仲方・慶大升・陳俊・崔世輔・朴純弼・李英搢・白任至・李俊昌・崔忠烈・鄭世裕（鄭叔瞻・鄭晏）・鄭国倹（李維城）・鄭邦佑・丁彦真 |
| 巻101 | 閔令謨（閔湜）・宋詝・金光中（金蔕）・安劉勃・崔汝諧・崔遇清・王珪・車若松（奇洪寿）・鄭克温・柳光植・権敬中・金台瑞（金若先・金敉）・文漢卿（権世侯・白敦明）・盧仁綏・金義元 |
| 巻102 | 琴儀・李奎報（李益培）・兪升旦・金仁鏡（金承茂）・李公老・李仁老（呉世才・趙通・林椿）・趙文抜・李淳牧（李需）・金敞・宋国瞻・崔滋（河千旦）・蔡松年（蔡楨）・孫抃・権守平・李純孝（張純亮）・宋彦琦・金守剛・金之岱・李蔵用                                                                                                   |
| 巻103 | 趙沖（趙忭）・金就礪（金文衍・金賆）・李勣・蔡靖・朴犀（宋文胄）・金慶孫（金琿）・崔椿命・金希磾・李子晟・金允侯・金応徳 |
| 巻104 | 金方慶（金九容・金斉顏・金忻・金恂・金永旽・金永煦・金士衡・朴球）・韓希愈・羅裕（羅益禧）・元沖甲・金周鼎（金深・金宗衍・金石堅） |
| 巻105 | 柳璥（柳陞・柳墩・柳曼殊）・許珙（許悰・許冠・許錦・許富・許猷）・洪子藩（洪承緖・洪永通）・鄭可臣・安珦（安于器・安牧）・薛公倹・兪千遇・趙仁規（趙瑞・趙璉・趙徳裕・趙璘・趙延寿・趙瑋） |
| 巻106 | 白文節（白頤正）・朴恒・郭預・朱悦・李湊（李行倹）・張鎰・金坵・李承休（李衍宗）・金暄（金開物）・鄭瑎（鄭䫨・鄭誧・鄭公権）・趙簡・沈錫・秋適（李仁挺・蔡禑）・金有成（郭麟）・尹諧（尹沢）・李穎・嚴守安・安戩・崔守璜・朴褕・洪奎（洪戎）                                                                                   |
| 巻107 | 韓康（韓渥・韓脩・韓方信）・元傅（元忠・元顥・元善之・元松寿）・金連・金富允・鄭仁卿・権㫜（権溥・権準・権廉・権鏞・権適・権和・権近）・閔漬（閔祥正） |
| 巻108 | 閔宗儒（閔頔・閔思平・閔抃・閔霽）・金之淑（金仁沇）・鄭僐・李混・崔誠之（崔文度）・蔡洪哲・金怡・李仁琪・洪彬・曹益清・裴廷芝・孫守卿 |
| 巻109 | 朴全之・呉詗・李瑱・尹莘傑（朴孝修）・許有全・朴忠佐・尹宣佐・李兆年（李承慶）・李穀・禹倬・安岫（安宗源・安輔）・崔瀣・張沆・李晟・趙廉（王伯）・李伯謙・申君平 |
| 巻110 | 崔有渰・金台鉉（金光載）・金倫（金敬直・金希祖・金承矩）・王煦（王重貴）・韓宗愈・李斉賢（李達尊・李宝林）・李凌幹 |
| 巻111 | 廉悌臣・李嵒（李岡）・洪彦博（洪師禹・柳淵）・柳濯・慶復興・金続命・李子松・趙暾（趙仁沃）・崔宰・宋天逢・洪仲宣・金濤・林樸・文益漸 |
| 巻112 | 李公遂・柳淑（柳実）・李仁復・白文宝・田禄生・李存吾・李達衷・偰遜（偰長寿）・韓復・李茂方・鄭習仁・河允源・朴尚衷・朴宜中・趙云仡 |
| 巻113 | 安祐（金得培・李芳実）・鄭世雲・安遇慶・崔瑩・鄭地・尹可観・金長寿 |
| 巻114 | 尹桓・李成瑞・李寿山（李恬）・李承老（李云牧）・黄裳・池龍寿・羅世・金先致・全以道・具栄倹・呉仁沢・金普・辺光秀（李善）・鄭之祥・任君輔・羅興儒・睦仁吉・金庾・楊伯淵・池湧奇・河乙沚・禹仁烈・文達漢・金湊・崔雲海 |
| 巻115 | 李穡・禹玄宝・李崇仁 |
| 巻116 | 沈徳符・李琳・王康・朴葳・李豆蘭・南誾 |
| 巻117 | 鄭夢周・金震陽・姜淮伯・李詹・成石璘 |
| 巻118 | 趙浚 |
| 巻119 | 鄭道伝 |
| 巻120 | 尹紹宗（尹会宗）・呉思忠・金子粹 |

#### 巻121 - 132
| 巻121 | 良吏  | 庾碩・王諧・金之錫・崔碩・鄭雲敬 |
| 巻121 | 忠義  | 洪灌・高甫俊・鄭顗・文大・曹孝立・鄭文鑑 |
| 巻121 | 孝友  | 文忠・釈珠・崔婁伯・尉貂・徐稜・金遷・黄守・鄭愈・曹希参・鄭臣祐女・孫宥・権居義（盧俊恭）・辛斯蕆女・尹亀生・潘腆・君万 |
| 巻121 | 烈女  | 胡寿妻兪氏・玄文奕妻・洪義妻・安天倹妻・江華三女・鄭満妻崔氏・李東郊妻裴氏・康好文妻文氏・金彦卿妻金氏・景徳宜妻安氏・李得仁妻李氏・権金妻 |
| 巻122 | 方技  | 金謂磾・李寧・李商老・伍允孚・薛景成 |
| 巻122 | 宦者  | 鄭誠・白善淵・崔世延・李淑・任伯顏禿古思・方臣祐・李大順・禹山節・高龍普・金玄・安都赤・申小鳳・李得芬・金師幸 |
| 巻122 | 酷吏  | 宋吉儒・沈于慶 |
| 巻123 | 嬖倖1 | 庾行簡・栄儀・金存中・鄭世臣・白勝賢・康允紹・廉承益・李汾禧（李槢）・権宜（蔡謨・李徳孫）・林貞杞（閔萱）・朱印遠・李英柱・李之氐（高宗秀・金儒）・印侯（印承旦）・張舜龍（車信・盧英）・曹允通                                                                                         |
| 巻124 | 嬖倖2 | 尹秀（尹吉甫・宋和）・李貞（金文庇・李㻂・張公・李平）・元卿・朴義・朴景亮・全英甫・康允忠・裴佺・閔渙・尹碩・孫琦・鄭方吉（林仲沇・姜融）・申青（朴青）・王三錫（梁載・曹莘卿・崔老星・尹賢）・安珪・崔安道（李宜風・金之鏡・李仁吉）・盧英瑞（朴良衍・宋明理）・金興慶・潘福海・申元弼 |
| 巻125 | 姦臣1 | 文公仁・朴昇中・崔弘宰・崔褒偁・朴喧・宋玢・王惟紹・宋邦英・呉潜（石胄）・金元祥・柳清臣・権漢功・蔡河中・辛裔（田淑蒙）・李春富・金元命・金鋐・池奫 |
| 巻126 | 姦臣2 | 李仁任・林堅味・廉興邦・曹敏修・辺安烈・王安徳 |
| 巻127 | 反逆1 | 桓宣吉・伊昕巌・王規・金致陽・康兆・李資義・李資謙・拓俊京・妙清 |
| 巻128 | 反逆2 | 鄭仲夫（李光挺・宋有仁）・李義方・李義旼・鄭方義・曹元正（石隣） |
| 巻129 | 反逆3 | 崔忠献（崔怡・崔沆・崔竩） |
| 巻130 | 反逆4 | 韓恂（韓多智）・洪福源・李峴・趙叔昌・趙暉・金俊・林衍（林惟茂）・趙彝（金裕・李樞）・韓洪甫・于琔・崔坦・裴仲孫 |
| 巻131 | 反逆5 | 曹頔・趙日新・金鏞・奇轍・盧頙・権謙・崔濡・洪倫・金文鉉・金義 |
| 巻132 | 反逆6 | 辛旽 |

#### 巻133 - 137
| 巻133 | 辛禑1       | 1374年 - 1378年 |
| 巻134 | 辛禑2       | 1379年 - 1382年 |
| 巻135 | 辛禑3       | 1383年 - 1385年 |
| 巻136 | 辛禑4       | 1386年 - 1387年 |
| 巻137 | 辛禑5・辛昌 | 1388年 - 1389年 |

- 列伝の括弧内小字は附見
- 国書刊行会本, 1908, 国立国会図書館デジタルコレクションとウィキソース中国語版を基に作成